# Allan Graves
Allan Graves (ur. 16 czerwca 1949 – Vancouver) – kanadyjski (do roku 2013) i amerykański brydżysta, World International Master oraz Senior Master (WBF).

## Wyniki brydżowe

### Olimpiady
Na olimpiadach uzyskał następujące rezultaty:
| Olimpiady brydżowe. Zawody teamów | Olimpiady brydżowe. Zawody teamów | Olimpiady brydżowe. Zawody teamów | Olimpiady brydżowe. Zawody teamów | Olimpiady brydżowe. Zawody teamów | Olimpiady brydżowe. Zawody teamów |
| Rok                               | Miejsce                           | Zawody                            | Kategoria                         | Drużyna                           | Pozycja                           |
| --------------------------------- | --------------------------------- | --------------------------------- | --------------------------------- | --------------------------------- | --------------------------------- |
| 1984                              | Seattle                           | 7. Olimpiada Teamów               | Open                              | Canada                            | 13                                |
| 1980                              | Valkenburg                        | 6. Olimpiada Teamów               | Open                              | Canada                            | 9                                 |

### Zawody światowe
W światowych zawodach zdobył następujące lokaty:
| Mistrzostwa Świata. Konkurencja teamów | Mistrzostwa Świata. Konkurencja teamów | Mistrzostwa Świata. Konkurencja teamów | Mistrzostwa Świata. Konkurencja teamów | Mistrzostwa Świata. Konkurencja teamów | Mistrzostwa Świata. Konkurencja teamów |
| Rok                                    | Miejsce                                | Zawody                                 | Kategoria                              | Drużyna                                | Pozycja                                |
| -------------------------------------- | -------------------------------------- | -------------------------------------- | -------------------------------------- | -------------------------------------- | -------------------------------------- |
| 2013                                   | Nusa Dua                               | 41. Mistrzostwa Świata Teamów          | Trans                                  | Schwartz                               | 22                                     |
| 2013                                   | Nusa Dua                               | 41. Mistrzostwa Świata Teamów          | Seniorzy                               | USA 1                                  | 9                                      |
| 2005                                   | Estoril                                | 37. Mistrzostwa Świata Teamów          | Trans                                  | Canada                                 | 25                                     |
| 2005                                   | Estoril                                | 37. Mistrzostwa Świata Teamów          | Open                                   | Canada                                 | 18                                     |
| 2002                                   | Montreal                               | 11. Mistrzostwa Świata                 | Open                                   | Carrauthers                            | 65                                     |
| 2000                                   | Southampton                            | 34. Mistrzostwa Świata Teamów          | Open                                   | Canada                                 | 19                                     |
| 1998                                   | Lille                                  | 10. Mistrzostwa Świata                 | Open                                   | Mittelman                              | 33                                     |
| 1986                                   | Miami Beach                            | 7. Mistrzostwa Świata                  | Open                                   | Kokish                                 | 9                                      |
| 1982                                   | Biarritz                               | 6. Mistrzostwa Świata                  | Open                                   | Andrews                                | 3                                      |

| Mistrzostwa Świata. Konkurencja par | Mistrzostwa Świata. Konkurencja par | Mistrzostwa Świata. Konkurencja par | Mistrzostwa Świata. Konkurencja par | Mistrzostwa Świata. Konkurencja par | Mistrzostwa Świata. Konkurencja par |
| Rok                                 | Miejsce                             | Zawody                              | Kategoria                           | Partner                             | Pozycja                             |
| ----------------------------------- | ----------------------------------- | ----------------------------------- | ----------------------------------- | ----------------------------------- | ----------------------------------- |
| 2010                                | Filadelfia                          | 13. Mistrzostwa Świata              | Miksty                              | Reanette Frobouck                   | 222                                 |
| 2002                                | Montreal                            | 11. Mistrzostwa Świata              | Miksty                              | B Simon                             | 149                                 |
| 1998                                | Lille                               | 10. Mistrzostwa Świata              | Open                                | George Mittelman                    | 7                                   |

## Klasyfikacja
- Allan Graves – klasyfikacja WBF (ang.)